# Martinho de Araújo
Martinho de Araújo (26 de julho de 1973), é um levantador de pesos do Timor-Leste. Ficou conhecido por ter sido o primeiro esportista timorense a competir nas olimpíadas representando seu país. Embora a primeira participação oficial de Timor-Leste numa olimpíada tenha sido nos Jogos Olímpicos de Verão de 2004, Martinho participou de eventos de levantamento de peso nos Jogos de Sydney, quatro anos antes, sob a bandeira branca do COI.
Natural de Díli, capital do país, Martinho fugiu de sua casa em 1999 após a declaração da independência de Timor Leste ante a Indonésia, e a violência que se seguiu. Em seguida, ele retornou ao descobrir que seu equipamento de treinamento de levantamento de peso tinha sido roubado ou inutilizado em saques e incêndios criminosos. A fim de continuar a formação, ele "improvisou com varas de metal presas em latas de tinta que tinha sido preenchidas com cimento".
Em Sydney, ele levantou 67,5 kg no arranque e 90 kg na prova de arremesso, 257,5 kg no total olímpico, na categoria até 56 kg, terminando em último no evento.